# Hanne Kjærholm
Hanne Kjærholm, född 24 maj 1930 i Hjørring i Danmark, död 22 juni 2009, var en dansk arkitekt. 
Hanne Kjærholm växte upp i Hjørring i en familj med fyra barn till väginspektören Niels Laurits Dam och Else Cornelia Nielsen. Hon utbildade sig först på Tegne- og Kunstindustriskolen for Kvinder 1949–1950 och därefter på Kunstakademiets Arkitektskole i Köpenhamn, där hon tog examen 1956. Hon grundade en egen arkitektbyrå 1958, som hon sedan drev fram till sin död 2009. Vid sidan av arkitektarbetet var hon 1958–1962 och 1965–1976 lärare på Kunstakademiets Arkitektskole, där hon 1989 blev dess första kvinnliga professor i arkitektur.
Hanne Kjærholm ritade endast ett fåtal byggnader. År 1962 ritade hon parets bostadshus vid Öresundskusten i Rungsted, vilken idag räknas som ett huvudarbete i dansk arkitektur. Det är ett enkelt, modernistiskt hus i Mies van der Rohe-tradition.
Hon vann 1976 en arkitekttävling om en museianläggning i Holstebro, ett paviljongliknande arrangemang som var integrerat i en befintlig park till en 1906 uppförd villa av arkitekten Andreas Clemmensen i barockinspirerad palatsstil. Den villan hade uppförts för tobaksfabrikören Søren Færch (1870–1979) och använts som familjens bostadshus till 1944 och inretts till konstmuseum 1967. Det nya Holstebro Kunstmuseum invigdes 1981, och 1991 invigdes Holstebro Museums nya lokaler. Hanne Kjærholm ritade därefter utvidgningar av Holstebro Museum, som blev klara 1998, 2001 och 2002 samt en 2011 invigd utbyggnad av Holstebro Kunstmuseum.
Hon gifte sig 1953 med möbelarkitekten Poul Kjærholm. Paret hade två barn.

## Verk i urval
- 1962 Eget hus i Rungsted
- 1979 – Holstebro Museum och Holstebro Kunstmuseum med tillbyggnader
- 1994 Kulturhuset Filosofgangen i Odense.